# FlyBack
FlyBack è un sistema di backup open source basato su git e liberamente ispirato alla Time Machine della Apple.

## Introduzione
FlyBack crea dei backup incrementali di file che possono essere recuperati in una data successiva. FlyBack presenta una visione cronologica del file system, permettendo a singoli file o intere directory di essere visualizzate o recuperate.

## Interfaccia utente
FlyBack si presenta all'utente con uno stile tipico da file manager, ma con controlli addizionali che permettono all'utente di andare avanti e indietro nel tempo. Mostra all'utente i file che esistono tuttora, quelli che non esistono più o che sono cambiati dalla precedente versione, e permette ad essi di essere visualizzati prima di decidere se ripristinarli o ignorarli.

## Parametri utente
FlyBack ha pochi settaggi possibili nelle proprie preferenze:
- La directory di destinazione del backup
- Lista di inclusione (file o directory)
- Lista di esclusione (file o directory)
- Quando iniziare automaticamente un backup
- Quando cancellare automaticamente i backup più vecchi

Inoltre, l'interfaccia grafica di FlyBack permette all'utente di:
- iniziare un backup
- recuperare tutti i file selezionati

## Requisiti
FlyBack è scritto in Python con l'utilizzo delle librerie GTK+. Queste librerie, così come il programma git, devono essere installati sul computer per il corretto funzionamento del software.